# Abelardo Estorino
Abelardo Estorino López (Unión de Reyes, 29 de enero de 1925 - La Habana, 22 de noviembre de 2013) fue un dramaturgo, director y crítico teatral cubano.

## Biografía
Tras estudiar el bachillerato en la ciudad de Matanzas, se formó como cirujano dental y ejerció como tal durante tres años (1954-1957) al tiempo que compaginaba el trabajo con su vocación literaria. Así, su primera obra, Hay un muerto en la calle, la escribió en 1954 y sigue inédita. El éxito de su segunda obra dramática, El peine y el espejo, escrita en 1956 pero estrenada en 1960, le situó definitivamente en el mundo de las letras y el arte dramático.
Después de cursar dirección escénica en el Teatro Estudio de Cuba y trabajar con Julio Matas y Dumé, fueron los años 1960 los que marcaron el crecimiento y destino de su obra. El robo del cochino (1961) y La casa vieja (1964) fueron las obras clave de su dramaturgia; también las adaptaciones al teatro de obras como El mago de Oz, El fantasmita, La dama de las Camelias de Alexandre Dumas (1968) o Las Impuras de Miguel Carrión, entre otras muchas. En esa década viajó Estorino a la Unión Soviética y a Checoslovaquia, se incorporó al Consejo Nacional de Cultura y participó en el Primer Congreso Nacional de Escritores y Artistas de Cuba. En este tiempo recibió los primeros premios de su dilatada carrera, como el premio Casa de las Américas con El robo del cochino y mención para La casa vieja en el montaje dirigido por Berta Martínez. Continuó la década con Los mangos de Caín (1965) y El tiempo de la plaga, además de la comedia, Las vacas gordas.
En la década de 1970, a pesar de la marginación que sufrió, como otros intelectuales, por su homosexualidad, no dejó de escribir.
Después de dirigir la adaptación de La discreta enamorada de Lope de Vega, escribió La dolorosa historia del amor secreto de Don José Jacinto Milanés, una obra literaria que le obligó a un trabajo complejo de investigación de la Cuba colonial española. A estas alturas sus obras constituyen un recorrido íntimo por los entresijos del ser humano como parte, para bien y para mal, de esa estructura social que es la familia, núcleo sobre el que se centra Estorino para mirar la realidad de la sociedad en su conjunto, no solo desde una visión local, sino también general. Así se explica que muchas de sus obras fueran representadas con éxito en teatros de Europa (Noruega, Suecia, España) o de América (Estados Unidos, Chile, Venezuela). En los años ochenta, destacaron Ni un sí ni un no, Pachencho vivo o muerto, Que el diablo te acompañe (1987), Las penas saben nadar (1989) y Morir del cuento, cuya puesta en escena fue premiada en España, en el Festival de Teatro de La Habana y por la Unión de Escritores y Artistas de Cuba.

## Obras
- 1956: El peine y el espejo.
- 1956: Hay un muerto en la calle (inédita).
- 1960: se estrena El peine y el espejo bajo la dirección de Dumé.
- 1961: se estrena El robo de cochino bajo la dirección de Dumé. La obra recibe Mención del Premio Casa de las Américas.
- 1962: escribe y estrena Las vacas gordas, comedia musical, y Las impuras, una adaptación de la novela del cubano Miguel de Carrión.
- 1964: escribe La casa vieja, Mención del Premio Casa de las Américas. Teatro Estudio la estrena con dirección de Berta Martínez.
- 1965: Magaly Alabau dirige su obra Los mangos de Caín.
- 1967: dirige, conjuntamente con Raquel Revuelta, La ronda de Schnitzler.
- 1968: escribe sendas versiones para títeres de El tiempo de la playa y La dama de las camelias.
- 1972: dirige La discreta enamorada, de Lope de Vega.
- 1973: escribe La dolorosa historia del amor secreto de Don José Jacinto Milanés.
- 1975: dirige Los pequeños burgueses, de Máximo Gorki.
- 1979: dirige Casa de muñecas, de Ibsen.
- 1980: escribe y dirige Ni un si ni un no: Premio a la mejor puesta en escena de un texto.
- 1981: dirige Aire frío de Virgilio Piñera.
- 1982: escribe Pachencho vivo o muerto, estrenada en el Teatro Musical de la Habana.
- 1983: escribe y dirige Morir del cuento: Premio al texto y a la puesta en escena.
- 1985: Morir del cuento gana Mención Especial Premio Cau Ferrat en el Festival de Sitges (España). La obra es publicada por la editorial cubana Letras Cubanas. Premio de la Crítica.
- 1985: Roberto Blanco estrena su obra: La dolorosa historia del amor secreto, de José Jacinto Milanés.
- 1986: dirige La verdadera culpa de Juan Clemente Zenea, de Abilio Estévez.
- 1987: escribe Que el diablo te acompañe.
- 1988: dirige La Malasangre de Griselda Gambaro: Premio a la Mejor Puesta en escena del año.
- 1989: Las penas saben nadar recibe el Premio al mejor texto en el Festival del Monólogo.
- 1990: dirige Aristodemo, de Joaquín Lorenzo Luaces.
- 1992: le es concedido en La Habana el Premio Nacional de Literatura.
- 1992: estrena Vagos rumores, Premio de la Crítica a la mejor puesta en escena de ese año.
- 1994: estreno de Parece blanca: Premio de la Crítica a la mejor puesta en escena de ese año.
- 1995: Vagos rumores y Las penas saben nadar, se presentan en el Festival Internacional Teatro de Cádiz (España).
- 1996: Vagos rumores y Las penas saben nadar, se presentan en Teatro Repertorio Español de New York.
- 1997: recibe la beca John Simon Guggenheim Memorial Foundation.
- 1997: Vagos rumores recibe el Premio ACE en New York a la mejor dirección.
- 1997: Parece blanca participa en el Festival Internacional de Caracas.
- 1997: estrena, bajo su dirección, Medea, de Reinaldo Montero.
- 1998: Presentación de Vagos rumores y Parece blanca en el Teatro Repertorio Español de New York.
- 2000:  Participa en el Festival Iberoamericano de Bogotá con la obra Las penas saben nadar.
- 2000: estrena El baile en la Sala Hubert de Blanck, en La Habana.
- 2000: la editorial Alarcos publica el texto de El baile.
- 2000: la edición de Vagos rumores y otras obras gana el Premio de la Crítica.
- 2000: se estrena El baile en el Teatro Repertorio Español en Nueva York y recibe el premio de la revista Hola a la mejor dirección y a la mejor actuación femenina para Adria Santana, quien lo interpreta.
- 2000: recibe una beca del Theatre Comunication Group para estrenar en New York El baile y Parece blanca (con reparto neoyorquino).
- 2001: es invitado al Primer Festival Internacional del Monólogo en Miami, con Las penas saben nadar.
- 2002: le es concedido y entregado en La Habana el Premio Nacional de Teatro.
- 2012: recibe la Distinción Gitana Tropical, otorgada por la Dirección Provincial de Cultura de La Habana.

## Premios y reconocimientos
Hijo adoptivo de La Habana, Abelardo Estorino fue miembro de la Academia Cubana de la Lengua. Recibió el Premio Nacional de Literatura de Cuba (1992), el Premio Nacional de Teatro de Cuba (2002) y el Premio ACE, en Nueva York (Estados Unidos), por Vagos rumores, entre otros galardones.